# Kanada na Letnich Igrzyskach Olimpijskich 1996
Kanadę na Letnich Igrzyskach Olimpijskich 1996 w Atlancie reprezentowało 303 sportowców (152 mężczyzn i 151 kobiet) startujących w 25 dyscyplinach. Sportowcy Kanady zdobyli 22 medale.

## Zdobyte medale
| Medal  | Zawodnik | Dyscyplina                                            | Konkurencja                             | Rezultat                                                                                |
| ------ | --- | ----------------------------------------------------- | --------------------------------------- | --------------------------------------------------------------------------------------- |
| Złoto  | Donovan Bailey | Lekkoatletyka                                         | bieg na 100 m mężczyzn                  | 9,84 s                                                                                  |
| Złoto  | Robert Esmie Glenroy Gilbert Bruny Surin Donovan Bailey Carlton Chambers                                                                         | Lekkoatletyka na Letnich Igrzyskach Olimpijskich 1996 | bieg sztafetowy 4 × 100 m mężczyzn      | 37,69 s                                                                                 |
| Złoto  | Marnie McBean Kathleen Heddle | Wioślarstwo                                           | dwójka podwójna kobiet                  | 6:56,84                                                                                 |
| Srebro | David Defiagbon | Boks                                                  | kategoria półciężka                     | w finale przegrał z Kubańczykiem Félixem Savónem                                        |
| Srebro | Caroline Brunet | Kajakarstwo                                           | K-1 500 m kobiet                        | 1:47,89                                                                                 |
| Srebro | Brian Walton | Kolarstwo torowe                                      | wyścig punktowy mężczyzn                | 29 pkt                                                                                  |
| Srebro | Derek Porter-Nesbitt | Wioślarstwo                                           | jedynka mężczyzn                        | 6:47,46                                                                                 |
| Srebro | Jeffrey Lay Dave Boyes Gavin Hassett Brian Peaker                                                                                                | Wioślarstwo                                           | męska czwórka bez sternika wagi lekkiej | 6:10,13                                                                                 |
| Srebro | Silken Laumann | Wioślarstwo                                           | jedynka kobiet                          | 7:35,15                                                                                 |
| Srebro | Heather McDermid, Tosha Tsang, Maria Maunder, Alison Korn, Emma Robinson, Anna Van der Kamp, Jessica Monroe, Theresa Luke, Lesley Thompson       | Wioślarstwo                                           | ósemka kobiet                           | 6:24,05                                                                                 |
| Srebro | Alison Sydor | Kolarstwo górskie                                     | cross-country kobiet                    | 1:51:58 h                                                                               |
| Srebro | Marianne Limpert | Pływanie                                              | 200 m stylem zmiennym kobiet            | 2:14,35                                                                                 |
| Srebro | Christine Larsen, Karen Clark, Sylvie Fréchette, Janice Bremner, Karen Fonteyne, Valérie Hould-Marchand, Erin Woodley, Cari Read, Lisa Alexander | Pływanie synchroniczne                                | drużynowo                               | 98,367 pkt                                                                              |
| Srebro | Guivi Sissaouri | Zapasy                                                | waga do 57 kg styl wolny mężczyzn       | w finale przegrał z Amerykaninem Kendallem Crossem                                      |
| Brąz   | Curt Harnett | Kolarstwo torowe                                      | sprint mężczyzn                         | w wyścigach o 3 miejsce pokonał Australijczyka Gary Neiwanda 2:0                        |
| Brąz   | Clara Hughes | Kolarstwo Szosowe                                     | wyścig ze startu wspólnego kobiet       | 2:36:44 h                                                                               |
| Brąz   | Clara Hughes | Kolarstwo szosowe                                     | jazda indywidualna na czas kobiet       | 37:13 min                                                                               |
| Brąz   | Curtis Myden | Pływanie                                              | 200 m stylem zmiennym mężczyzn          | 2:01,13                                                                                 |
| Brąz   | Curtis Myden | Pływanie                                              | 400 m stylem zmiennym mężczyzn          | 4:16,28                                                                                 |
| Brąz   | Annie Pelletier | Skoki do wody                                         | trampolina kobiet                       | 509,64 pkt                                                                              |
| Brąz   | John Child, Mark Heese | Siatkówka plażowa                                     | turniej mężczyzn                        | w meczu o 3. miejsce pokonali duet portugalski Miguel Maia João Brenha 2:0 (12-5, 12-8) |
| Brąz   | Laryssa Biesenthal Marnie McBean Diane O’Grady Kathleen Heddle                                                                                   | Wioślarstwo                                           | czwórka podwójna                        | 6:30,38                                                                                 |

## Skład kadry

### Badminton
Mężczyźni
- Iain Sydie – gra pojedyncza – 9. miejsce,
- Jaimie Dawson – gra pojedyncza – 17. miejsce,
- Anil Kaul, Iain Sydie – gra podwójna – 17. miejsce,
- Darryl Yung, Jaimie Dawson – gra podwójna – 17. miejsce,

Kobiety
- Denyse Julien – gra pojedyncza – 17. miejsce,
- Doris Piché – gra pojedyncza – 17. miejsce
- Denyse Julien, Si-An Deng – gra podwójna – 17. miejsce,

Miksty
- Denyse Julien, Darryl Yung – 9. miejsce,
- Doris Piché, Iain Sydie- 17, miejsce,
- Si-An Deng, Anil Kaul – 17. miejsce,

### Koszykówka
Kobiety
- Bev Smith, Karla Karch-Gailus, Camille Thompson, Sue Stewart, Shawna Molcak, Jodi Evans, Cynthia Johnston, Dianne Norman, Martina Jerant, Kelly Boucher, Andrea Blackwell, Marlelynn Lange-Harris – 11. miejsce

### Boks
Mężczyźni
- Domenic Figliomeni – waga papierowa (do 48 kg) – 17. miejsce,
- Claude Lambert – waga kogucia (do 54 kg) – 17. miejsce,
- Casey Patton – waga piórkowa (do 57 kg) – 17. miejsce,
- Mike Strange – waga lekka (do 60 kg) – 5. miejsce,
- Phil Boudreault – waga lekkopółśrednia (do 63,5 kg) – 9. miejsce,
- Hercules Kyvelos – waga półśrednia (do 67 kg) – 17. miejsce,
- Nick Farrell – waga lekkośrednia (do 71 kg) – 17. miejsce,
- Randall Thompson – waga średnia (do 75 kg) – 17. miejsce,
- Troy Amos-Ross – waga półciężka (do 81 kg) – 6. miejsce,
- David Defiagbon – waga ciężka (do 91 kg) – 2. miejsce,
- Jean-François Bergeron – waga superciężka (powyżej 91 kg) – 9. miejsce,

### Gimnastyka
Mężczyźni
- Alan Nolet
  - wielobój indywidualnie – 56. miejsce,
  - ćwiczenia wolne – 72. miejsce,
  - skok przez konia – 76. miejsce,
  - ćwiczenia na poręczach – 80. miejsce
  - ćwiczenia na drążku – 74. miejsce
  - ćwiczenia na kółkach – 81. miejsce,
  - ćwiczenia na koniu z łękami – 78. miejsce,
- Richard Ikeda
  - wielobój indywidualnie – 63. miejsce,
  - ćwiczenia wolne – 80. miejsce,
  - skok przez konia – 90. miejsce,
  - ćwiczenia na poręczach – 91. miejsce,
  - ćwiczenia na drążku – 91. miejsce,
  - ćwiczenia na kółkach – 96. miejsce,
  - ćwiczenia na koniu z łękami – 45. miejsce,
- Kris Burley
  - wielobój indywidualnie – 69. miejsce,
  - ćwiczenia wolne – 81. miejsce,
  - skok przez konia – 40. miejsce,
  - ćwiczenia na poręczach – 64. miejsce,
  - ćwiczenia na drążku – 88. miejsce,
  - ćwiczenia na kółkach – 97. miejsce,
  - ćwiczenia na koniu z łękami – 96. miejsce

Kobiety
- Yvonne Tousek
  - wielobój indywidualnie – 26. miejsce,
  - ćwiczenia wolne – 56. miejsce,
  - skok przez konia – 58. miejsce,
  - ćwiczenia na poręczach – 71. miejsce,
  - ćwiczenia na równoważni – 30. miejsce,
- Jennifer Exaltacion
  - wielobój indywidualnie – 54. miejsce,
  - ćwiczenia wolne – 82. miejsce,
  - skok przez konia – 80. miejsce,
  - ćwiczenia na poręczach – 68. miejsce,
  - ćwiczenia na równoważni – 47. miejsce,
- Shanyn MacEachern
  - wielobój indywidualnie – 62. miejsce,
  - ćwiczenia wolne – 67. miejsce,
  - skok przez konia – 52. miejsce,
  - ćwiczenia na poręczach – 55. miejsce,
  - ćwiczenia na równoważni – 87. miejsce,
- Camille Martens – gimnastyka artystyczna indywidualnie – odpadła w eliminacjach,

### Jeździectwo
- Leonie Bramall – ujeźdzenie indywidualnie – 29. miejsce,
- Evi Strasser – ujeżdżenie indywidualnie – 43. miejsce,
- Gina Smith – ujeżdżenie indywidualnie – 44. miejsce,
- Leonie Bramall, Evi Strasser, Gina Smith – ujeżdżenie drużynowo – 10. miejsce,
- Ian Millar – skoki przez przeszkody indywidualnie – 46. miejsce,
- Malcolm Cone – skoki przez przeszkody indywidualnie – 52. miejsce
- Linda Southern-Heathcott – skoki przez przeszkody indywidualnie – 58. miejsce,
- Christopher Delia – skoki przez przeszkody indywidualnie – 66. miejsce,
- Ian Millar, Malcolm Cone, Linda Southern-Heathcott, Christopher Delia – skoki przez przeszkody drużynowo – 16. miejsce,
- Kelli McMullen-Temple – WKKW indywidualnie – 18. miejsce,
- Kelli McMullen-Temple, Claire Smith, Stuart Young-Black, Therese Washtock – WKKW drużynowo – 14. miejsce,

### Judo
Mężczyźni
- Taro Tan – waga do 65 kg – 17. miejsce,
- Colin Morgan – waga do 78 kg – 21. miejsce,
- Nicolas Gill – waga do 86 kg – 7. miejsce,
- Keith Morgan – waga do 95 kg – 17. miejsce,

Kobiety
- Carolyne Lepage – waga do 48 kg – 13. miejsce,
- Nathalie Gosselin – waga do 52 kg – 14. miejsce,
- Marie-Josée Morneau – waga do 56 kg – 16. miejsce,
- Michelle Buckingham – waga do 61 kg – 13. miejsce,
- Niki Jenkins – waga do 72 kg – 13. miejsce,
- Nancy Filteau – waga powyżej 72 kg – 9. miejsce,

### Kajakarstwo
Mężczyźni
- Renn Crichlow – K-1 500 m – odpadł w półfinale,
- Erik Gervais – K-1 1000 m – odpadł w repasażach,
- Mihai Apostol, Peter Giles, Liam Jewell, Renn Crichlow – K-4 1000 m – 7. miejsce,
- Steve Giles – C-1 500 m – 8. miejsce,
- Gavin Maxwell – C-1 1000 m – odpadł w repasażach,
- Attila Buday, Tamas Buday Jr. – C-2 500 m – odpadli w półfinale,
- Steve Giles, Dan Howe – C-2 1000 m – 9. miejsce,
- David Ford – kajakarstwo górskie K-1 – 15. miejsce,
- Larry Norman – kajakarstwo górskie C-1 – 8. miejsce,
- Benoît Gauthier, François Letourneau – kajakarstwo górskie C-2 – 8. miejsce,

Kobiety
- Caroline Brunet – K-1 500 m – 2. miejsce
- Marie-Josée Gibeau-Ouimet, Corrina Kennedy – K-2 500 m – 5. miejsce,
- Marie-Josée Gibeau-Ouimet, Alison Herst, Klara MacAskill, Corrina Kennedy – K-4 500 m – 5. miejsce,
- Margaret Langford – kajakarstwo górskie K-1 – 8. miejsce,
- Sheryl Boyle – kajakarstwo górskie K-1 – 27. miejsce

### Kolarstwo
Mężczyźni
- Stephen Bauer – kolarstwo szosowe wyścig ze startu wspólnego – 41. miejsce,
- Michael Barry – kolarstwo szosowe wyścig ze startu wspólnego – 64. miejsce,
- Gordon Fraser – kolarstwo szosowe wyścig ze startu wspólnego – 75. miejsce,
- Eric Wohlberg
  - kolarstwo szosowe wyścig ze startu wspólnego – 80. miejsce,
  - kolarstwo szosowe jazda indywidualna na czas – 26. miejsce,
- Jacques Landry – kolarstwo szosowe wyścig ze startu wspólnego – 88. miejsce,
- Curt Harnett – kolarstwo torowe sprint – 3. miejsce,
- Brian Walton – kolarstwo torowe wyścig punktowy – 2. miejsce,
- Warren Sallenback – kolarstwo górskie cross-country – 13. miejsce,
- Andreas Hestler – kolarstwo górskie cross-country – 31. miejsce,

Kobiety
- Clara Hughes
  - kolarstwo szosowe wyścig ze startu wspólnego – 3. miejsce,
  - kolarstwo szosowe jazda indywidualna na czas – 3. miejsce,
- Sue Palmer-Komar – kolarstwo szosowe wyścig ze startu wspólnego – 10. miejsce,
- Linda Jackson
  - kolarstwo szosowe wyścig ze startu wspólnego – nie ukończyła wyścigu,
  - kolarstwo szosowe jazda indywidualna na czas – 9. miejsce,
- Tanya Dubnicoff – kolarstwo torowe sprint – 8. miejsce,
- Alison Sydor – kolarstwo górskie cross-country – 2. miejsce,
- Lesley Tomlinson – kolarstwo górskie cross-country – 13. miejsce,

### Lekkoatletyka
Mężczyźni
- Donovan Bailey – bieg na 100 m – 1. miejsce,
- Bruny Surin – bieg na 100 m – odpadł w półfinale,
- Glenroy Gilbert – bieg na 100 m – odpadł w ćwierćfinale,
- O’Brian Gibbons – bieg na 200 m – odpadł w eliminacjach,
- Carlton Chambers – bieg na 200 m – odpadł w eliminacjach,
- Peter Ogilvie – bieg na 200 m – odpadł w eliminacjach,
- Robert Esmie, Glenroy Gilbert, Bruny Surin, Donovan Bailey, Carlton Chambers[14] – sztafeta 4 × 100 m mężczyzn – 1. miejsce
- Graham Hood – bieg na 1500 m – odpadł w eliminacjach (nie ukończył biegu),
- Jeff Schiebler – bieg na 10 000 m – odpadł w eliminacjach,
- Peter Fonseca – maraton – 21. miejsce,
- Carey Nelson – maraton – 35. miejsce,
- Bruce Deacon – maraton – 39. miejsce,
- Timothy Kroeker – bieg na 110 m przez płotki – odpadł w ćwierćfinale,
- Joël Bourgeois – bieg na 3000 m z przeszkodami – odpadł w półfinale,
- Martin St. Pierre – chód na 20 km – 36. miejsce,
- Arturo Huerta – chód na 20 km – 42. miejsce,
- Tim Berrett – chód na 50 km – 10. miejsce,
- Charles Lefrançois – skok wzwyż – 15. miejsce,
- Richard Duncan – skok w dal – 34. miejsce,
- Bradley Snyder – pchnięcie kulą – 31. miejsce,
- Jason Tunks – rzut dyskiem – 33. miejsce,
- Mike Smith – dziesięciobój – 13. miejsce,

Kobiety
- Tara Perry – bieg na 200 m – odpadła w eliminacjach,
- LaDonna Antoine – bieg na 400 m – odpadła w ćwierćfinale,
- Charmaine Crooks – bieg na 800 m – odpadła w ćwierćfinale,
- Leah Pells – bieg na 1500 m – 4. miejsce,
- Paula Schnurr – bieg na 1500 m – odpadła w eliminacjach,
- Kathy Butler – bieg na 5000 m – odpadła w eliminacjach,
- Robyn Meagher – bieg na 5000 m – odpadła w eliminacjach,
- Danuta Bartoszek – maraton – 32. miejsce,
- May Allison – maraton – 52. miejsce,
- Katie Anderson – bieg na 100 m przez płotki – odpadła w ćwierćfinale,
- Lesley Tashlin – bieg na 100 m przez płotki – odpadła w eliminacjach,
- Sonia Paquette – bieg na 100 m przez płotki – odpadła w eliminacjach,
- Rosey Edeh – bieg na 400 m przez płotki – 6. miejsce,
- Katie Anderson, Tara Perry, LaDonna Antoine, Lesley Tashlin – sztafeta 4 × 100 m – odpadły w eliminacjach,
- Janice McCaffrey – chód na 10 km – 25. miejsce,
- Tina Poitras – chód na 10 km – 32. miejsce,
- Nicole Devonish – skok w dal – 34. miejsce,
- Catherine Bond-Mills – siedmiobój – 25. miejsce,

### Łucznictwo
Mężczyźni
- Jeannot Robitaille – indywidualnie – 37. miejsce,
- Robert Rusnov – indywidualnie – 38. miejsce,
- Kevin Sally – indywidualnie – 49. miejsce,
- Jeannot Robitaille, Robert Rusnov, Kevin Sally – drużynowo – 15. miejsce

### Pływanie
Mężczyźni
- Hugues Legault – 50 m stylem dowolnym – 39. miejsce,
- Stephen Clarke
  - 100 m stylem dowolnym – 15. miejsce,
  - 100 m stylem motylkowym – 7. miejsce,
- Robert Braknis – 100 m stylem grzbietowym – 16. miejsce,
- Chris Renaud
  - 100 m stylem grzbietowym – 18. miejsce,
  - 200 m stylem grzbietowym – 10. miejsce,
- Jon Cleveland
  - 100 m stylem klasycznym – 23. miejsce,
  - 200 m stylem klasycznym – 15. miejsce,
- Eddie Parenti – 100 m stylem motylkowym – 15. miejsce,
- Casey Barrett – 200 m stylem motylkowym – 11. miejsce,
- Curtis Myden
  - 200 m stylem zmiennym – 3. miejsce,
  - 400 m stylem zmiennym – 3. miejsce,
- Robert Braknis, Stephen Clarke, Jon Cleveland, Eddie Parenti – sztafeta 4 × 100 m stylem zmiennym – 12. miejsce,

Kobiety
- Martine Dessureault – 50 m stylem dowolnym – 26. miejsce,
- Laura Nicholls – 50 m stylem dowolnym – 29. miejsce,
- Shannon Shakespeare – 100 m stylem dowolnym – 17. miejsce,
- Joanne Malar – 200 m stylem dowolnym – 16. miejsce,
- Andrea Schwartz – 400 m stylem dowolnym – 20. miejsce,
- Nikki Dryden – 800 m stylem dowolnym – 14. miejsce,
- Stephanie Richardson – 800 m stylem dowolnym – 19. miejsce,
- Shannon Shakespeare, Julie Howard, Andrea Moody, Marianne Limpert – sztafeta 4 × 100 m stylem dowolnym – 7. miejsce,
- Marianne Limpert, Shannon Shakespeare, Andrea Schwartz, Jessica Deglau, Joanne Malar[15], Sophie Simard[15] – 5. miejsce,
- Julie Howard
  - 100 m stylem grzbietowym – 15. miejsce,
  - 200 m stylem grzbietowym – 20. miejsce,
- Guylaine Cloutier – 100 m stylem klasycznym – 6. miejsce,
- Lisa Flood – 100 m stylem klasycznym – 10. miejsce,
- Christin Petelski – 200 m stylem klasycznym – 8. miejsce,
- Riley Mants – 200 m stylem klasycznym – 19. miejsce,
- Sarah Evanetz – 100 m stylem motylkowym – 15. miejsce,
- Jessica Amey – 100 m stylem motylkowym – 25. miejsce,
- Jessica Deglau – 200 m stylem motylkowym – 6. miejsce,
- Andrea Schwartz – 200 m stylem motylkowym – 15. miejsce,
- Marianne Limpert – 200 m stylem zmiennym – 2. miejsce,
- Joanne Malar
  - 200 m stylem zmiennym – 4. miejsce,
  - 400 m stylem zmiennym – 9. miejsce,
- Joanne Malar – 400 m stylem zmiennym – 11. miejsce,
- Julie Howard, Guylaine Cloutier, Sarah Evanetz, Shannon Shakespeare – sztafeta 4 × 100 m stylem zmiennym – 5. miejsce

### Pływanie synchroniczne
Kobiety
- Christine Larsen, Karen Clark, Sylvie Fréchette, Janice Bremner, Karen Fonteyne, Valérie Hould-Marchand, Erin Woodley, Cari Read, Lisa Alexander – drużynowo – 2. miejsce

### Podnoszenie ciężarów
Mężczyźni
- Jean Lavertue – waga do 64 kg – 28. miejsce,
- Serge Tremblay – waga do 83 kg – 13. miejsce

### Siatkówka
Mężczyźni
- John Child, Mark Heese – siatkówka plażowa – 3. miejsce,
- Edward Drakich, Marc Dunn – siatkówka plażowa – 17. miejsce,

Kobiety
- Margo Malowney, Barbara Broen-Ouelette – siatkówka plażowa – 17. miejsce
- Diane Ratnik, Josée Corbeil, Katrina von Sass, Brigitte Soucy, Erminia Russo, Michelle Sawatzky, Janis Kelly, Lori Ann Mundt, Kathy Tough, Wanda Guenette, Christine Stark, Kerri Ann Buchberger – 9. miejsce

### Skoki do wody
Mężczyźni
- Philippe Comtois – trampolina – 16. miejsce,
- David Bédard – trampolina – 19. miejsce,

Kobiety
- Annie Pelletier – trampolina – 3. miejsce
- Eryn Bulmer – trampolina – 21. miejsce,
- Paige Gordon – platforma (wieża) – 21. miejsce,
- Anne Montminy – platforma (wieża) – 24. miejsce,

### Softball
Kobiety
- Sandy Beasley, Juanita Clayton, Karen Doell, Carrie Flemmer, Kelly Kelland, Kara McGaw, Pauline Maurice, Candace Murray, Christine Parris, Lori Sippel, Karen Snelgrove, Debbie Sonnenberg, Alecia Stephenson, Colleen Thorburn-Smith, Carmie Vairo – 5. miejsce,

### Strzelectwo
Mężczyźni
- Jean-François Sénécal – karabin pneumatyczny 10 m – 30, miejsce,
- Michel Dion
  - karabin małokalibrowy 3 pozycje 50 m – 43. miejsce,
  - karabin małokalibrowy leżąc 50 m – 30. miejsce,
- George Leary – trap – 8. miejsce,
- Ian Shaw – trap – 45. miejsce,
- Kirk Reynolds – podwójny trap – 12. miejsce,
- Rodney Boll – podwójny trap – 19. miejsce,
- Clayton Miller – skeet – 20. miejsce,
- Jason Caswell – skeet – 53. miejsce,

Kobiety
- Cynthia Meyer – podwójny trap – 15. miejsce,

### Szermierka
Mężczyźni
- Jean-Marc Chouinard – szpada indywidualnie – 19. miejsce,
- Danek Nowosielski – szpada indywidualnie – 20. miejsce,
- James Ransom – szpada indywidualnie – 38. miejsce,
- Jean-Marc Chouinard, Danek Nowosielski, James Ransom – szpada drużynowo – 9. miejsce,
- Jean-Paul Banos – szabla indywidualnie – 29. miejsce,
- Tony Plourde – szabla indywidualnie – 30. miejsce
- Jean-Marie Banos – szabla indywidualnie – 31. miejsce,
- Jean-Paul Banos, Tony Plourde, Jean-Marie Banos – szabla drużynowo – 10. miejsce,

### Tenis stołowy
Mężczyźni
- Johnny Huang – gra pojedyncza – 5. miejsce,
- Joe Ng – gra pojedyncza – 49. miejsce,
- Joe Ng, Johnny Huang – gra podwójna – 17. miejsce,

Kobiety
- Lijuan Geng – gra pojedyncza – 9. miejsce,
- Petra Cada – gra pojedyncza – 49. miejsce,
- Barbara Chiu, Lijuan Geng – gra podwójna – 17. miejsce,

### Tenis ziemny
Mężczyźni
- Daniel Nestor – gra pojedyncza – 33. miejsce,
- Sébastien Lareau – gra pojedyncza – 33. miejsce,
- Grant Connell, Daniel Nestor – gra podwójna – 9. miejsce,

Kobiety
- Patricia Hy-Boulais – gra pojedyncza – 17. miejsce,
- Jana Nejedly – gra pojedyncza – 33. miejsce,
- Jill Hetherington, Patricia Hy-Boulais – gra podwójna – 5. miejsce

### Wioślarstwo
Mężczyźni
- Derek Porter-Nesbitt – jedynki – 2. miejsce
- Michael Forgeron, Todd Hallett – dwójka podwójna – 7. miejsce,
- Greg Stevenson, Phil Graham, Henry Hering, Mark Platt, Darren Barber, Andy Crosby, Scott Brodie, Adam Parfitt, Pat Newman – ósemka – 4. miejsce,
- Jeffrey Lay, Dave Boyes, Gavin Hassett, Brian Peaker – czwórka bez sternika wagi lekkiej – 2. miejsce

Kobiety
- Silken Laumann – jedynka – 2. miejsce,
- Marnie McBean, Kathleen Heddle – dwójki podwójne – 1. miejsce,
- Emma Robinson, Anna Van der Kamp – dwójka bez sternika – 5. miejsce,
- Laryssa Biesenthal, Marnie McBean, Diane O’Grady, Kathleen Heddle – czwórka podwójna – '3. miejsce
- Heather McDermid, Tosha Tsang, Maria Maunder, Alison Korn, Emma Robinson, Anna Van der Kamp, Jessica Monroe, Theresa Luke, Lesley Thompson – ósemka – 2. miejsce
- Colleen Miller, Wendy Wiebe – dwójka podwójna wagi lekkiej – 7. miejsce

### Zapasy
Mężczyźni
- Ainsley Robinson – styl klasyczny waga do 62 kg – 18. miejsce,
- Colin Daynes – styl klasyczny waga do 68 kg – 14. miejsce,
- Doug Cox – styl klasyczny waga do 90 kg – 19. miejsce,
- Colbie Bell – styl klasyczny waga do 100 kg – 17. miejsce,
- Yogi Johl – styl klasyczny waga do 130 kg – 13. miejsce,
- Paul Ragusa – styl wolny waga do 48 kg – 16. miejsce,
- Gregory Woodcroft – styl wolny waga do 52 kg – 8. miejsce,
- Giuvi Sissaouri – styl wolny waga do 57 kg – 2. miejsce,
- Marty Calder – styl wolny waga do 62 kg – 7. miejsce,
- Craig Roberts – styl wolny waga do 68 kg – 12. miejsce,
- David Hohl – styl wolny waga do 74 kg – 9. miejsce,
- Scott Bianco – styl wolny waga do 90 kg – 15. miejsce,
- Oleg Ladik – styl wolny waga do 100 kg – 8. miejsce,
- Andy Borodow – styl wolny waga do 130 kg – 14. miejsce,

### Żeglarstwo
- Alain Bolduc – windsufring mężczyzn – 16. miejsce,
- Richard Clarke – klasa Finn – 9. miejsce,
- Paul Hannam, Brian Storey – klasa 470 mężczyźni – 20. miejsce,
- Rod Davies – klasa Laser – 26. miejsce,
- Ross MacDonald, Eric Jespersen – klasa Star – 14. miejsce,
- Marc Peers, Roy Janse – klasa Tornado – 11. miejsce,
- William Abbott, Joanne Abbott, Brad Boston – klasa Soling – 5. miejsce,
- Caroll-Ann Alie – windsurfing kobiet – 12. miejsce,
- Tine Moberg-Parker – klasa Europa – 13. miejsce,
- Leigh Andrew-Pearson, Penny Stamper-Davis – klasa 470 kobiet – 9. miejsce,